# 1852 no Brasil
Esta é uma cronologia dos fatos acontecimentos de ano 1852 no Brasil.

## Incumbente
- Imperador – D. Pedro II (9 de abril de 1831-15 de novembro de 1889)

## Eventos
- 3 de fevereiro: Batalha de Monte Caseros (Guerra contra Oribe e Rosas). Fim da Guerra contra Oribe e Rosas.
- 16 de agosto: Teresina, atual capital do Piauí, é fundada.
- 29 de agosto: Iniciada a construção da primeira ferrovia brasileira, a Estrada de Ferro Mauá, pelo empresário Irineu Evangelista de Souza.

## Nascimentos
- 13 de janeiro: Gumercindo Saraiva, militar e revolucionário (m. 1894).

## Mortes
- 25 de abril: Álvares de Azevedo, escritor (n. 1831)